# Fidel Pagés
Fidel Pagés Miravé (Huesca, 26 gennaio 1886 – Quintanapalla, 21 settembre 1923) è stato un medico spagnolo militare, noto per lo sviluppo della moderna anestesia epidurale.

La sua morte accidentale e precoce impedì la diffusione dei suoi studi per alcuni anni fino a quando non venne ripresa dal chirurgo italiano Achille Mario Dogliotti.

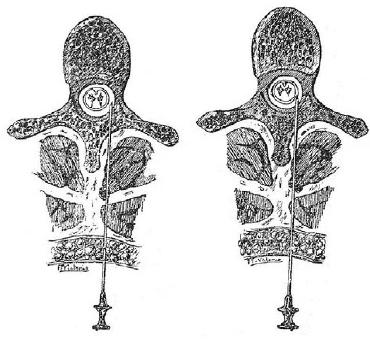
Disegno originale di Fidel Pagés sull'anestesia peridurale.